# Amapasaurus tetradactylus
Amapasaurus tetradactylus е вид влечуго от семейство Gymnophthalmidae.

## Разпространение
Видът е разпространен в Бразилия (Амапа).